# 萨沃河畔圣保罗
萨沃河畔圣保罗（法語：Saint-Paul-sur-Save，法語發音：[sɛ̃ pɔl syʁ sav]）是法国上加龙省的一个市镇，属于图卢兹区。

## 地理
萨沃河畔圣保罗（43°41'54"N, 1°13'33"E）面积5.07 平方千米，位于法国奧克西塔尼大區上加龙省，该省份为法国西南部内陆省份，西南端与西班牙接壤，自此顺时针与上比利牛斯省、热尔省、塔恩-加龙省、塔恩省、奥德省和阿列日省接壤。
与萨沃河畔圣保罗接壤的市镇（或旧市镇、城区）包括：拉拉、布雷克斯、莱维尼亚克、芒维尔、萨沃河畔蒙泰居。

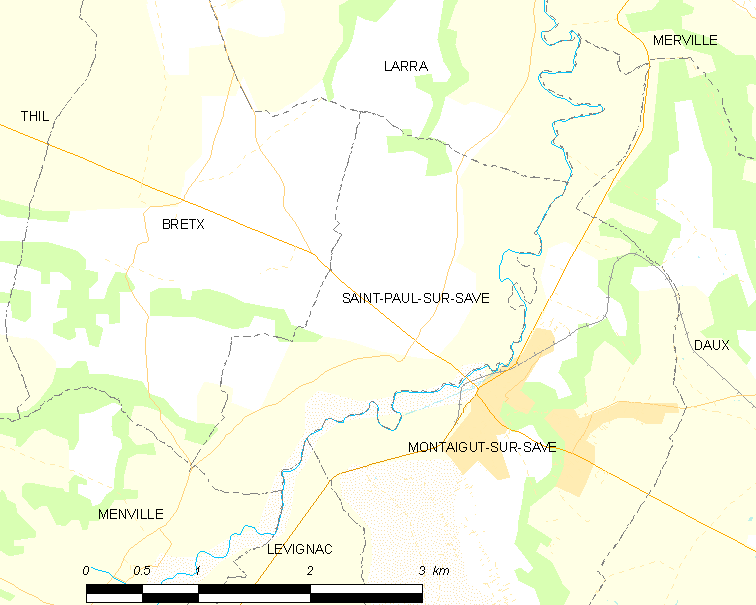
萨沃河畔圣保罗的OSM定位图

萨沃河畔圣保罗的时区为UTC+01:00、UTC+02:00（夏令时）。

## 行政
萨沃河畔圣保罗的邮政编码为31530，INSEE市镇编码为31507。

## 政治
萨沃河畔圣保罗所属的省级选区为莱格万县。

## 人口

1962-2008年间萨沃河畔圣保罗人口变化图示

萨沃河畔圣保罗于2022年1月1日时的人口数量为1749人。